# Катастрофа Як-40 под Свердловском
Катастрофа Як-40 под Свердловском — авиационная катастрофа, произошедшая 7 октября 1978 года в Свердловской области близ аэропорта Кольцово. Авиалайнер Як-40 Джамбульского ОАО авиакомпании «Аэрофлот»выполнял плановый пассажирский рейс SU-1080 Свердловск — Кустанай — Джамбул, но при взлёте у лайнера отказал левый двигатель. Экипаж решил разворачиваться на аэропорт вылета, но через 3 минуты и 25 секунд после взлёта из Свердловского аэропорта Кольцово лайнер столкнулся с холмом и полностью разрушился. Погибли все 38 человек на борту — 34 пассажира и 4 члена экипажа.

## Экипаж
Як-40 пилотировал экипаж из Джамбульского авиаотряда, состав которого был:
Командир воздушного судна (КВС) — Г. П. Панчковский
Второй пилот — С. А. Недугов
Бортмеханик — В. Ф. Сорокин
В салоне самолёта работала стюардесса О. Л. Шахворостова

## Хронология событий
В 19:48:30 местного времени (17:48:30 МСК) рейс 1080 вылетел из аэропорта Кольцово по магнитному курсу 256°, его выполнял Як-40 борт СССР-87437, летевший из Свердловска в Джамбул с промежуточной посадкой в Кустанае.
В салоне самолёта находились 34 пассажира: 30 взрослых и 4 ребёнка. Небо в тот момент было затянуто тучами и шёл небольшой дождь, а температура воздуха составляла +5°С

### Отказ двигателя
При разгоне по ВПП отказал левый двигатель, однако командир принял решение о продолжении взлёта. К тому же самолёт был перегружен на 419 килограмм, что с учётом бокового ветра привело к тому, что самолёт оторвался от полосы лишь на скорости 205 км/ч. На скорости 210 км/ч и с вертикальной скоростью 1,4 м/с лайнер достиг высоты 100—120 метров, когда командир дал команду убрать закрылки. В 17:50:25 экипаж связался с диспетчером:
КВС : отказал левый двигатель, раз…заводите нас…мы на сто метров
Диспетчер : 87437, Свердловск-посадка, выполняйте первый разворот на сто
КВС : 437, выполняем первый на сто

### Катастрофа
Находясь ещё на высоте около 100 метров, самолёт начал выполнять левый разворот. Через минуту в 17:51:55 на полной скорости и с креном 23° он врезался в покрытый лесом склон холма, расположенный левее аэропорта. Первый удар о деревья произошёл на относительной высоте 23 метра. В результате удара о деревья отделилась левая плоскость. Пролетев от места первого удара 168 метров, самолёт с левым креном 60° врезался в землю, а через 10 метров от удара о деревья оторвало кабину. Самолёт развернуло влево в общей сложности на 180°, при этом оторвало правую плоскость, а у фюзеляжа отделилось хвостовое оперение. Полностью разрушенный самолёт взорвался и сгорел в 7470 метрах от аэропорта. В катастрофе погибли все находящиеся на борту 38 человек.

## Причины
При расследовании выяснилось, что экипаж перед взлётом не включил предварительный обогрев, в результате чего из-за обледенения при взлёте и отказал левый двигатель, а оставшиеся средний и правый работали не на полную мощность. Отвлёкшись на проблему с двигателем, экипаж также забыл убрать шасси, что увеличивало аэродинамическое сопротивление. Уборка закрылков при недостаточной силе тяги двигателей привела к тому, что набор высоты прекратился. В свою очередь, диспетчер дал команду на левый разворот самолёту, летящему на высоте 100 метров, при минимальной безопасной 350 метров, а также не предупредил экипаж о возможных препятствиях.
В заключении комиссии основной причиной катастрофы было названо невключение экипажем ПОС перед взлетом в условиях возможного обледенения, что привело к отказу одного двигателя и падению тяги двух работающих двигателей.